# غاريث وليامز (قاضي)
غاريث وليامز (بالإنجليزية: Gareth Wyn Williams )‏ (و. 1941 – 2003 م) هو قاضي، وسياسي، ومحام بالقضاء العالي من المملكة المتحدة، وويلز، كان عضوًا في حزب العمال، توفي في غلوسترشير، عن عمر يناهز 62 عاماً.

## مناصب
تولى منصب اللورد رئيس المجلس ‏ (13 يونيو 2003–20 سبتمبر 2003)
- زعيم مجلس اللوردات [الإنجليزية]‏ (8 يونيو 2001–20 سبتمبر 2003)
- اللورد أمين الختم الكنيف  [لغات أخرى]‏ (8 يونيو 2001–13 يونيو 2003)
- النائب العام لإنجلترا وويلز [الإنجليزية]‏ (29 يوليو 1999–8 يونيو 2001)
- عضو مجلس اللوردات
- عضو مجلس الشورى البريطاني

.

## التعليم
تعلم في كلية كوينز
.